# Трис-(2-хлорэтил)амин
Трис(2-хлорэтил)амин — хлорорганическое соединение с химической формулой N(CH2CH2Cl)3. Часто называемый «газ HN3», «вещество HN3», «nitrogen mustard HN3», «азотистый иприт» он относится к группе производных бис-B-хлорэтиламина, или, иначе, к группе азотистых аналогов иприта («горчичного газа»). Первоначально он использовался в качестве боевого отравляющего вещества, компонента химического оружия.
«Газ HN3» был последним в ряду разработанных с военной целью азотистых ипритов. Он оказался наиболее удачным из азотистых ипритов для этой цели, и является единственным азотистым ипритом, который и сейчас применяется в военных целях. «Газ HN3» считается основным и наиболее типичным, классическим представителем «военных» азотистых ипритов (так же, как хлорметин — наиболее типичный, классический, исторически первый из нашедших применение в медицине противоопухолевых производных азотистых ипритов. Кожно-нарывное действие «газа HN3» приблизительно эквивалентно по силе кожно-нарывному действию самого сильного из ипритов, HD, и поэтому аналогия между этими двумя типами ипритов как компонентов химического оружия наиболее полна. Поскольку это вещество является сильным боевым отравляющим веществом кожно-нарывного типа действия, его производство и использование строго ограничены в соответствии с Международной Конвенцией о запрещении химического оружия.

## Механизм действия
Все азотистые аналоги иприта алкилируют ДНК быстро делящихся клеток кожи. Однако для проявления алкилирующих свойств необходимо превращение (циклизация) в соответствующую соль азиридиния. Скорость этой реакции циклизации в биологически активную азиридиниевую соль сильно зависит от значения pH среды, так как протонированный амин не может циклизироваться. Ион азиридиния затем реагирует с водой в более медленной реакции гидролиза, при которой образуются неактивные соединения. При рН 8 (то есть при щелочной реакции среды) большая часть азотистого иприта практически сразу же превращается в азиридиниевую соль, с последующим медленным гидролизом в воде. При рH 4 (то есть при кислой реакции среды), напротив, циклизация в биологически активный азиридиний происходит медленно, а последующий гидролиз достаточно быстро. А поскольку в жидкостях и тканях организма реакция в норме слабо щелочная (pH ~ 7,4-7,7), то это обуславливает высокую скорость циклизации азотистых ипритов в водных средах организма в биологически активный азиридиний, быстрое проявление ими алкилирующего действия и последующий сравнительно медленный гидролиз.

## Применения
На ранних этапах развития противоопухолевой химиотерапии как средства лечения злокачественных опухолей «газ HN3» некоторое время применялся с этой целью, например, для лечения лимфогранулематоза и лимфомы (в отличие от газа HN1, который не был особенно успешен в химиотерапии злокачественных опухолей и с самого начала в этих целях не применялся). Однако он быстро уступил своё место менее токсичному и более эффективному хлорметину (мехлоретамину, мустаргену, «газу HN2»). Продолжает использоваться в дерматологической практике для лечения псориаза (выпускается в виде мази под названием «Антипсориатикум», разбавлен мазевой основой в соотношении 1:100 000 или 1:40 000). Также «газ HN3» некоторое время использовался в экспериментах в области химии полупроводников. Однако основной интерес это соединение вызывает именно в связи с возможностью его использования в военных целях, и это на сегодняшний день единственный из азотистых ипритов, который сохранил своё значение в качестве боевого отравляющего вещества, компонента химического оружия.
Следует отметить, что азотистые иприты более токсичны и проявления их токсичности наступают раньше, чем у «классических» сернистых ипритов.

## Последствия экспозиции
Трис-(2-хлорэтил)амин, или «газ HN3» может всасываться в организм при ингаляции, попадании внутрь, контакте с кожей, слизистыми оболочками глаз и другими доступными слизистыми, но при военном применении отравление путём ингаляции является наиболее частой причиной поражения. Трис-(2-хлорэтил)амин исключительно токсичен и при попадании на кожу, слизистые, в органы дыхания или пищеварительный тракт приводит к повреждению кожи и слизистых, гибели клеток, образованию пузырей, изъязвлений, отслойке слизистых оболочек или кожи. Кроме того, трис-(2-хлорэтил)амин, как и другие алкилирующие агенты весьма сильно угнетает костномозговое кроветворение и иммунную систему. Трис-(2-хлорэтил)амин легко и быстро проникает через кожу и слизистые, быстро всасывается как при попадании внутрь, так и при ингаляции, и быстро связывается с белками и ДНК клеток, однако его эффекты на организм человека проявляются медленно. Истинная степень поражения клеток и глубина иммуносупрессии и миелосупрессии при воздействии «газа HN3» может оставаться неизвестной до нескольких дней и даже 1-2 недель.